# 磷唑
磷唑是一种有机磷化合物，化学式 C
4H
4PH，是吡咯的磷衍生物。

## 结构和成键
不像相关的五元杂环化合物——吡咯、噻吩和呋喃，磷唑衍生物的芳香性被减弱，反映了磷不愿意使它的孤对电子变成离域电子。这种差异的主要标志是磷原子的锥体化（从平面三角形构型变成三角锥构型）。磷唑的反应性也表明了它没有芳香性。磷唑衍生物会经历不同的环加成反应，它们的配位特性也得到了很好的研究。

## 制备
磷唑是在1987年发现的，是由磷唑锂（C4H4PLi）在低温下质子化而成的。磷唑的衍生物可以通过涉及1,3-二烯加成到二氯烃基磷（RPCl2）的麦克马考反应，然后脱卤反应而成。

## 反应性
磷唑中的P-H键支配了此类化合物的反应性。磷唑母体很容易发生重排反应，会把氢原子从磷迁移到2号碳，然后二聚。
很多磷唑的衍生物中的磷都和另一个烃基键结，这个烃基通常是甲基或苯基。磷唑衍生物的非芳香性表现在它们的反应性上，但P-C键仍然保持完整。举个例子，它们会和亲电性的炔烃发生狄尔斯–阿尔德反应。磷唑衍生物的磷原子呈碱性，可作为配体。